# Rolling Stone
För andra betydelser, se Rolling Stone (olika betydelser).

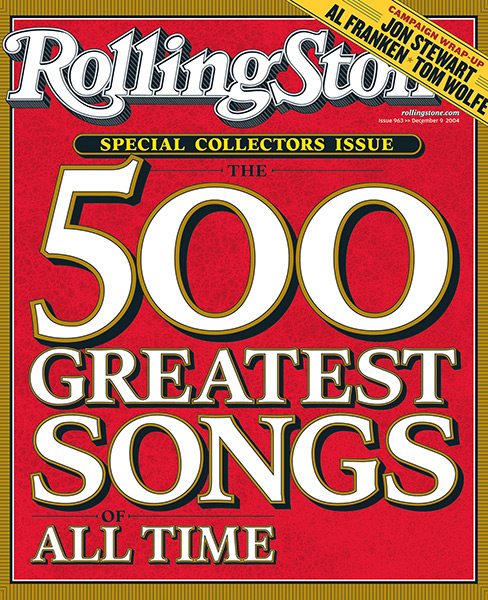
Omslag 2004.

Rolling Stone är en amerikansk musiktidning, grundad i San Francisco 1967 av Jann Wenner och musikkritikern Ralph J. Gleason. Huvudkontoret ligger i New York på Avenue of the Americas. Wenner Media ger även ut veckotidningen US Weekly och magasinet Men's Journal. Bland Rolling Stone:s fasta skribenter märks David Fricke, Austin Scaggs och filmrecensenten Peter Travers. En annan känd skribent är Ben Fong-Torres. Fotografer som anlitas är bland andra Annie Leibovitz, Mark Seliger och Max Vadukul.
Regissören Cameron Crowe arbetade för Rolling Stone under början av 1970-talet. Hans erfarenheter ligger till grund för filmen Almost Famous.